# میکله مارتینا
میکله مارتینا (ایتالیایی: Michele Martina) کاراته کا ایتالیایی است. وی در بازی‌های اروپایی ۲۰۱۹ که در مینسک، بلاروس برگزار شد، یکی از مدال‌های برنز را در کومیته ۸۴ کیلوگرم مردان به دست آورد.
در بازی‌های مدیترانه ای ۲۰۱۸ که در تاراگونا اسپانیا برگزار شد، یکی از مدال‌های برنز را در کومیته ۸۴ کیلوگرم مردان به دست آورد. در همان سال، وی در مسابقات کاراته قهرمانی جهان ۲۰۱۸ که در مادرید، اسپانیا برگزار شد، یکی از مدال‌های برنز را در کومیته تیمی مردان به دست آورد.